# أنور العولقي
أنور ناصر عبد الله العولقي (21 أو 22 أبريل 1971 - 30 سبتمبر 2011) مواطن أمريكي من أصل يمني قُتل في عام 2011 في اليمن بغارة بطائرة بدون طيار تابعة للحكومة الأمريكية بأمر من الرئيس باراك أوباما. أصبح العولقي أول مواطن أمريكي يُستهدف ويُقتل بغارة بطائرة بدون طيار من الحكومة الأمريكية. صرح مسؤولون حكوميون أمريكيون أن العولقي كان منظمًا رئيسيًا للجماعة الإسلامية المسلحة القاعدة.

## حياته
ولد العولقي لأب وأم من اليمن في مدينة نيو ميكسيكو، والد أنور العولقي ناصر العولقي حصل على الماجستير في الاقتصاد الزراعي في جامعة ولاية نيو مكسيكو في عام 1971، وحصل على الدكتوراة في جامعة نبراسكا، وعمل في جامعة مينيسوتا عام 1975-1977، عادت عائلة العولقي إلى اليمن حيث درس أنور العولقي في مدارس آزال الحديثة، والده شغل منصب وزير الزراعة ورئيسًا لجامعة صنعاء،
رئيس وزراء اليمن منذ آذار / مارس 2007 علي محمد مجور، هو أحد أقرباء العولقي.
عاد العولقي إلى كولورادو في عام 1991 بمنحة دراسية من الحكومة اليمنية وحصل على بكالوريوس في الهندسة المدنية من جامعة ولاية كولورادو 1994، حصل أيضًا على شهادة الماجستير في القيادة التربوية من جامعة ولاية سان دييغو. وقد عمل على درجة الدكتوراة في تنمية الموارد البشرية في واشنطن جورج وكلية الدراسات العليا جامعة التربية والتعليم والتنمية البشرية من يناير إلى ديسمبر 2001.

## علاقته بتنظيم القاعدة
أخبر أحد شهود عيان في مكتب التحقيقات الفيدرالي أن العولقي كان على علاقة وثيقة مع نواف الحازمي وخالد المحضار الذين كانوا في رحلة الخطوط الجوية الأمريكية 77 التي ضربت وزارة الدفاع الأمريكية في أحداث 11 سبتمبر 2001 ويذكر إنه كان على صلة مع نضال مالك حسن الذي قتل ثلاث عشر جندي أمريكي في قاعدة فورت هود في تكساس. وقيل أنه كان على علاقة مع النيجيري عمر فاروق.

## أحكام صادرة بحقه
صدر عليه حكم غيابي من محكمة يمنية بالسجن لمدة عشر سنوات بسبب انتمائه لتنظيم القاعدة والتحريض على قتل الاجانب، كما أعلنت الأمم المتحدة إضافته إلى قائمة المنظمة الأممية السوداء، بصفته عضواً في القيادة العليا لتنظيم القاعدة.

## مقتله
قتل أنور العولقي في يوم الجمعة 2 ذو القعدة 1432 هـ الموافق 30 سبتمبر 2011 بعد قصف سيارته بطائرة بدون طيار على يد القوات الأمريكية في الأراضي اليمنية.

## وصلات خارجية
- أنور العولقي على موقع IMDb (الإنجليزية)
- أنور العولقي على موقع الموسوعة البريطانية (الإنجليزية)
- أنور العولقي على موقع إن إن دي بي (الإنجليزية)
- أنور العولقي على موقع قاعدة بيانات الفيلم (الإنجليزية)

- نبذة عن أنور العولقي بي بي سي عربي، 30 سبتمبر 2011